# 159e division d'infanterie (Allemagne)
La 159e division d'infanterie (en allemand : 159. Infanterie-Division ou 159. ID) également appelée 159. Ersatz-Division ou encore 159. Reserve-Division, 159. ResDiv. est une division d'infanterie de la Wehrmacht durant la Seconde Guerre mondiale.

## Création
La 159e division d'infanterie est formée le 26 août 1939 à Cassel dans le Wehrkreis IX, en tant que division de l'armée de remplacement sous le nom de « Kommandeur der Ersatztruppen IX[pas clair] ».
Le 9 novembre 1939, l'état-major la renomme « 159. Division », puis le 1er janvier 1940, elle prend le nom de « Division Nr. 159 ».
Avec son reclassement en armée de réserve, la division prend le nom de « 159. Reserve-Division » le 1er octobre 1942. Elle stationne en France et prend part à l'occupation de la France.
Au début de 1944, elle est déplacée dans le Sud de la France et, après le débarquement allié de juin 1944, elle est contrainte de se retirer vers l'Allemagne tout en subissant de lourdes pertes. La Legion Freies Indien était rattachée à cette division depuis le 8 janvier 1944.
La 159. Reserve-Division est renommée « 159. Infanterie-Division » le 9 octobre 1944.
Elle est détruite en Alsace en avril 1945.

## Organisation
| Date                               | Grade                | Commandant               |
| ---------------------------------- | -------------------- | ------------------------ |
| 1er septembre 1939 - 1er mai 1942  | Generalleutnant      | Albert Fett              |
| 1er mai 1942 - 20 septembre 1942   | General der Pioniere | Karl Sachs               |
| 20 septembre 1942 - ? octobre 1942 | Generalleutnant      | Hermann Meyer-Rabingen   |
| ? octobre 1942 - 20 juin 1944      | Generalleutnant      | Hermann Meyer-Rabingen   |
| 20 juin 1944 - 8 septembre 1944    | Generalmajor         | Axel Schmidt             |
| 8 septembre 1944 - 10 octobre 1944 | Generalleutnant      | Albin Nake (de)          |
| 10 octobre 1944 - 15 novembre 1944 | Generalmajor         | Friedrich-Wilhelm Dernen |
| 15 novembre 1944 - 20 avril 1945   | Generalmajor         | Heinrich Bürcky          |

### Officiers d'opérations (Generalstabsoffiziere (Ia))
| Date                              | Grade | Commandant           |
| --------------------------------- | ----- | -------------------- |
| 1er novembre 1944 - 20 avril 1945 | Major | Dr jur. Kurt Pickart |

## Théâtres d'opérations
- Allemagne : novembre 1939 - novembre 1942
- France : novembre 1942 - mars 1945

Le 1er régiment en poste à Arcachon intègre la colonne Elster lors du repli général des forces d'occupations allemandes du Sud-Ouest de la France.
- Ouest de l'Allemagne : mars 1945 - avril 1945

## Ordres de bataille
Division Nr. 159
- Infanterie-Ersatz-Regiment 9
- Infanterie-Ersatz-Regiment 15
- Infanterie-Ersatz-Regiment 214
- Infanterie-Ersatz-Regiment 251
- Artillerie-Ersatz-Regiment 9
- Panzerjäger-Ersatz-Abteilung 9
- Pionier-Ersatz-Bataillon 9
- Pionier-Ersatz-Bataillon 19
- Eisenbahn-Pionier-Ersatz-Bataillon 3
- Nachrichten-Ersatz-Abteilung 9
- Kraftfahr-Ersatz-Abteilung 9
- Kraftfahr-Ersatz-Abteilung 29
- Fahr-Ersatz-Abteilung 9

159e division de réserve
- Indisches Infanterie Regiment 950[2] (8 janvier 1944 - novembre 1944)
- Reserve-Grenadier-Regiment 9
- Reserve-Grenadier-Regiment 251
- Reserve-Artillerie-Abteilung 9
- Reserve-Pionier-Bataillon 15
- Reserve-Divisions-Nachschubführer 1059

159e division d'infanterie
- Grenadier-Regiment 1209
- Grenadier-Regiment 1210
- Grenadier-Regiment 1211
- Füsilier-Bataillon 159
- Artillerie-Regiment 1059
- Artillerie-Abteilung Büttner
- Panzerjäger-Abteilung 1059
- Pionier-Bataillon 1059
- Nachrichten-Abteilung 1059
- Feldersatz-Bataillon 1059
- Versorgungseinheiten 1059

## Décorations
Certains membres de cette division ont été décorés pour faits d'armes ; la division compte ainsi :
- deux croix allemandes en or ;
- une croix de chevalier de la croix de fer.